# Campionato mondiale FIFUSA 1997
La sesta edizione dei Campionati del mondo di futsal, massima competizione per squadre nazionali organizzata dalla FIFUSA, si è svolta in Messico nel 1997, la finale della competizione si è tenuta al Gimnasio Nuevo Jalisco di Guadalajara. Vi hanno partecipato venti squadre nazionali. Nella finale il Venezuela ha battuto l'Uruguay per 4-0 conquistando il primo titolo iridato.

## Semifinali
| Guadalajara | Venezuela | 3 – 1 | Brasile | Gimnasio Nuevo Jalisco |

| Guadalajara | Uruguay | ? – ? | Russia | Gimnasio Nuevo Jalisco |

## Finale
| Guadalajara | Venezuela | 4 – 0 | Uruguay | Gimnasio Nuevo Jalisco |

## Classifica finale
1. Venezuela
2. Uruguay
3. Brasile
4. Russia
5. Argentina
6. Colombia
7. Costa Rica
8. Bielorussia
9. Portogallo
10. Rep. Ceca
11. Bolivia
12. Messico
13. Spagna
14. Slovacchia
15. Israele
16. Angola
17. Marocco
18. Belgio
19. Giappone
20. Stati Uniti